# Pablo Lizama Riquelme
Pablo Lizama Riquelme (* 16. Mai 1941 in Santiago de Chile) ist ein chilenischer Geistlicher und emeritierter römisch-katholischer Erzbischof von Antofagasta.

## Leben
Pablo Lizama Riquelme empfing am 6. Juli 1967 die Priesterweihe für das Erzbistum Santiago de Chile.
Papst Johannes Paul II. ernannte ihn am 19. Dezember 1985 zum Prälaten von Illapel. Der Erzbischof von Santiago de Chile, Juan Francisco Kardinal Fresno Larraín, spendete ihm am 9. März des nächsten Jahres die Bischofsweihe; Mitkonsekratoren waren Carlos González Cruchaga, Bischof von Talca, und José Joaquín Matte Varas, Militärbischof von Chile. Die Amtseinführung in Illapel fand eine Woche später statt.
Am 24. Februar 1988 wurde er zum Weihbischof in Talca ernannt. Der Papst ernannte ihn am 4. April 1991 zum ersten Bischof des mit gleichem Datum errichteten Bistums Melipilla. Die Amtseinführung fand am 1. Mai desselben Jahres statt. Am 4. Januar 1999 wurde er zum Militärbischof von Chile ernannt. Am 27. Februar 2004 bestellte ihn der Papst zum Koadjutorerzbischof von Antofagasta. Mit der Emeritierung Patricio Infante Alfonsos folgte er diesem am 26. November 2004 im Amt des Erzbischofs von Antofagasta nach. Papst Benedikt XVI. ernannte ihn zudem am 9. Oktober 2012 für die bis zum 29. März 2014 währende Sedisvakanz zum Apostolischen Administrator von Iquique. Als Erzbischof von Antofagasta war er zudem Großkanzler der Katholischen Universität Nordchile.
Papst Franziskus nahm am 8. Juni 2017 seinen altersbedingten Rücktritt an.